# Vissi d'arte
Vissi d'arte, "Jag lever för konsten", är en aria från operan Tosca av Giacomo Puccini. Musiken är komponerad av Puccini med libretto av Luigi Illica och Giuseppe Giacosa. Arian sjungs av huvudrollen Floria Tosca.
Några kända rollgestaltare som Tosca är bland andra Birgit Nilsson, Maria Callas och Catherine Malfitano.